# Breny
Breny is een gemeente in het Franse departement Aisne (regio Hauts-de-France) en telt 238 inwoners (1999). De plaats maakt deel uit van het arrondissement Soissons.

## Geografie
De oppervlakte van Breny bedraagt 4,5 km², de bevolkingsdichtheid is 52,9 inwoners per km².

## Verkeer en vervoer
In de gemeente ligt spoorwegstation Oulchy-Brény.
De onderstaande kaart toont de ligging van Breny met de belangrijkste infrastructuur en aangrenzende gemeenten.

## Demografie
Onderstaande figuur toont het verloop van het inwonertal (bron: INSEE-tellingen).
Vanwege een beveiligingsprobleem met de MediaWiki Graph-software is het momenteel niet mogelijk deze grafiek weer te geven. Zodra de software is bijgewerkt zal de grafiek vanzelf weer zichtbaar worden.
1. ↑  Populations de référence 2022.